# Kalužská oblast
Kalužská oblast (rusky Калужская область) je federální subjekt Ruské federace – oblast, která patří do Centrálního federálního okruhu. Nachází se jihozápadně od Moskvy a sousedí s Tulskou, Brjanskou, Smolenskou, Moskevskou a Orelskou oblastí.

## Historie
Historie Kalužské oblasti je obdobná jako u sousedních ruských oblastí. Díky historickému slovanskému osídlení byla od počátku součástí všech větších ruských státních celků. Poloha oblasti na jihozápad od Moskvy z ní činila hraniční oblast ruského státu s Polsko-litevským knížectvím. To mělo za následek bohatou vojenskou a válečnou historii regionu. Ke změně došlo až v roce 1654 po připojení Ukrajiny k Rusku a následným stanovením hranice s Polskem. Za vlády Kateřiny Veliké byla vytvořena Kalužská gubernie, která byla zrušena až v roce 1929, kdy její území bylo rozděleno mezi sousední oblasti (Moskevská, Tulská, Orelská, Smolenská). 5. července 1944 byla oficiálně vyhlášena Kalužská oblast v dnešních hranicích.

## Oblastní symboly

### Vlajka
Vlajka Kalužské oblasti je tvořena listem o poměru stran 2:3, se třemi vodorovnými pruhy: červeným, bílým a zeleným v poměru šířek 5:2:5. Uprostřed červeného pruhu je umístěna žlutá císařská koruna.

## Geografie
Kalužská oblast se nachází v centrální části Východoevropské roviny, zhruba 150–200 km jihozápadně od Moskvy. Z toho také vychází rovinatý ráz krajiny, který pouze výjimečně přechází do zvlněného reliéfu. Stejně jako v dalších oblastech evropské části Ruska se krajina vyznačuje poměrně hustou sítí vodních toků, z nichž nejvýznamnější je Oka. Oblast disponuje značným množstvím zásob vápence, písků, různých druhů jílů a křídy.

## Administrativní dělení
Kalužská oblast se dělí na 24 rajónů a 2 městské okruhy (Kaluga, Obninsk).

## Hospodářství
Stejně jako ostatní oblasti Centrálního federálního okruhu má v hospodářství Kalužské oblasti největší význam průmysl a to především strojírenský a potravinářský.
Oblastí pracuje také ropná rafinerie Pjervyj zavod s roční kapacitou zpracování asi 1,2 milionu barelů ročně,  
na kterou provedly v březnu 2024 útok ukrajinské bezpilotní letouny v rámci obrany země před ruskou invazí na Ukrajinu.

## Obyvatelstvo
Velká většina obyvatelstva je ruské národnosti. Podíl městského obyvatelstva je přibližně 75 %.
| Národnost                                    | Počet v roce 2002 (tis.) |
| -------------------------------------------- | ------------------------ |
| Rusové                                       | 973,6                    |
| Ukrajinci                                    | 23,2                     |
| Arméni                                       | 7,1                      |
| Bělorusové                                   | 6,6                      |
| pouze národnosti s více než 5000 příslušníky |                          |